# Maruyama Kaoru
Maruyama Kaoru (japanisch 丸山 薫; * 8. Juni 1899; † 21. Oktober 1974) war ein japanischer Schriftsteller.

## Leben
Der Sohn eines hochrangigen Beamten wechselte bedingt durch den Beruf seines Vaters in seiner Kindheit häufig den Wohnort. Eine Hafenrundfahrt in Yokohama 1911 weckte seine Begeisterung für die See, die ein  zentrales Thema seiner späteren Werke wurde. Er begann in der Hoffnung auf eine berufliche Laufbahn als Schiffskapitän 1918 eine Ausbildung an der Seehandelsakademie, war jedoch den körperlichen Anforderungen nicht gewachsen.
So studierte er ab 1921 französische Literatur in Kyoto und studierte ab 1926 an der Universität Tokio. Unter dem Eindruck der Werke von Edgar Allan Poes, Oscar Wilde und Hagiwara Sakutarō hatte er sich zu dieser Zeit bereits für eine schriftstellerische Laufbahn entschieden. 1932 erschien sein erster Gedichtband Ho – Rampu – Kanome. Als Autor der Zeitschrift Shiki kam er erstmals mit den literarischen Zirkeln Tokios in Kontakt.
Zwei weitere Gedichtbände erschienen 1935. Für den zweiten, Yōnen, erhielt er den Bungei-Hanron-Lyrikpreis. 1941 erhielt er die Einladung, als Korrespondent an einer Ausbildungsfahrt für Seekadetten nach China teilzunehmen. Die Erfahrungen dieser Fahrt reflektierte er in dem Gedichtband Tenshō naru Tokoro.
Der Kriegseintritt Japans unterbrach Maruyamas literarische Laufbahn. Von 1945 bis 1948 lebte er in Nordjapan. Dann ließ er sich in Toyohashi, der Heimatstadt seiner Frau Takai Miyoko (高井 三四子) nieder, wo er als Lektor für moderne japanische Literatur wirkte und seine letzten großen Gedichtbände veröffentlichte.

## Werke (Auswahl)
- Ho – Rampu – Kanome (帆・ランプ・鴎), 1932
- Tsuru no Sōshiki (鶴の葬式), 1935
- Yōnen (幼年), 1935
- Ichinichishū (一日集), 1936
- Busshō Shishū (物象詩集), 1941
- Namida shita Kami (涙した神), 1942
- Tenshō naru Tokoro (点鐘鳴るところ), 1943
- Tsuyoi Nippon (つよい日本), 1944
- Kitaguni (北国), 1946
- Senkyō (仙境), 1948
- Aoi Kokuban (青い黒板), 1948
- Hana no Shin (花の芯), 1948
- Seishun Fuzai (青春不在), 1952
- Tsuresarareta Umi (連れ去られた海), 1962
- Tsuki Wataru (月渡る), 1972
- Ari no iru Kao (蟻のいる顔), 1973
- Maruyama Kaoru Zenshū (丸山薫全集), 1976–77